# Benito García
Benito García (Honrubia de la Cuesta, Segovia, 3 de abril de 1915 — Barcelona, 24 de agosto de 1999) fue un entrenador y futbolista español que jugaba en la demarcación de defensa.

## Biografía
En 1934, a los 19 años de edad, formó parte del primer equipo del Rayo Vallecano de Madrid. Tras un año fichó por el F. C. Cartagena para los cinco años siguientes, aunque no fue hasta 1940 cuando fichó por el F. C. Barcelona y explotó como futbolista. Con el club llegó a ganar la Copa del Rey en la temporada 1941/42. Tres años después, en 1945, ganó la Primera División de España, retirándose al final de la temporada. Dos años después, el U. E. Sant Andreu se hizo con sus servicios como entrenador. Con el club estrenó su palmarés como técnico ganando la Tercera División de España. También entrenó al C. F. Badalona, Terrassa F. C. y C. E. Manresa (ganando con ambos de nuevo la Tercera División), C. E. Europa y al C. E. Mataró, siendo este el último club al que entrenó, en 1961.
Falleció el 24 de agosto de 1999 en Barcelona a los 84 años de edad.

## Clubes

### Como futbolista
| Club                     | País   | Año       |
| ------------------------ | ------ | --------- |
| Rayo Vallecano de Madrid | España | 1934-1935 |
| F. C. Cartagena          | España | 1935-1940 |
| F. C. Barcelona          | España | 1940-1945 |

### Como entrenador
| Club              | País   | Año       |
| ----------------- | ------ | --------- |
| U. E. Sant Andreu | España | 1947-1951 |
| C. F. Badalona    | España | 1951-1952 |
| Terrassa F. C.    | España | 1953-1954 |
| C. E. Manresa     | España | 1954-1956 |
| C. E. Europa      | España | 1956-1958 |
| C. E. Manresa     | España | 1959-1960 |
| C. E. Mataró      | España | 1960-1961 |

## Palmarés

### Como futbolista

#### Campeonatos nacionales
| Título        | Club            | País   | Año  |
| ------------- | --------------- | ------ | ---- |
| Copa del Rey  | F. C. Barcelona | España | 1942 |
| Liga española | F. C. Barcelona | España | 1945 |

### Como entrenador

#### Campeonatos nacionales
| Título           | Club              | País   | Año  |
| ---------------- | ----------------- | ------ | ---- |
| Tercera División | U. E. Sant Andreu | España | 1950 |
| Tercera División | Terrassa F. C.    | España | 1954 |
| Tercera División | C. E. Manresa     | España | 1956 |